# شبكات ناشيونال جيوغرافيك العالمية
شبكات ناشيونال جيوغرافيك العالمية (بالإنجليزية: National Geographic Global Network) المعروفة سابقًا باسم قنوات ناشيونال جيوغرافيك العالمية وقنوات ناشيونال جيوغرافيك الدولية (بالإنجليزية: National Geographic Channels Worldwide و National Geographic Channels International) هي وحدة أعمال ضمن شركاء ناشيونال جيوغرافيك (مشروع مشترك بين شركة والت ديزني ومنظمة ناشيونال جيوغرافيك) وشركة ديزني إنترتينمنت (التي تتولى التوزيع الإعلانات لشبكة ناشيونال جيوغرافيك العالمية) وتشرف على قنوات ناشيونال جيوغرافيك: ناشيونال جيوغرافيك، نات جيو كيدز، نات جيو ميوزيك، نات جيو بيبول، ناشيونال جيوغرافيك وايلد واستوديوهات ناشيونال جيوغرافيك . كانت الوحدة نفسها عبارة عن شبكة مشتركة بين شركة تونتي فرست سينتشوري فوكس (21CF)، ولكن تم دمجها لاحقًا في عام 2015. في 20 مارس 2019، استحوذت ديزني على تونتي فرست سينتشوري فوكس وناشيونال جيوغرافيك بارتنر.

## تاريخ
كانت ناشيونال جيوغرافيك قد تحركت نحو إطلاق قناة كابل أمريكية في عام 1982. كذفرع للتلفزيون المدفوع التابع لجمعية ناشيونال جيوغرافيك ، وشبكة NBC شكلت مشروعًا مشتركًا، قنوات ناشيونال جيوغرافيك (NGC). ثم دخلت NGC في شراكة مع BSkyB لإطلاق القناة في 1 سبتمبر 1997 في المملكة المتحدة وأيرلندا والدول الاسكندنافية عبر تيلينور وأستراليا عبر Foxtel . ثم أصبحت Foxtel وBSkyB مملوكة بشكل ما لروبرت مردوخ. . تم إطلاق النسخة الأمريكية الأصلية للقناة في 7 يناير 2001 برئاسة لورين أونج وأندرو ويلك كرئيس للبرامج. قامت جمعية ناشيونال جيوغرافيك بإزالة متحفها وبنت استوديو تلفزيوني. في ذلك الوقت، احتفظت NatGeo بوحدة الإنتاج التلفزيوني الخاصة بها وحصلت على عقد إنتاج بضمان "القلب الجميل" لمدة 44 ساعة سنويًا بمبلغ يقدر بـ 500000 دولار لكل ساعة تلفزيون. كما تم إطلاق قنوات ناشيونال جيوغرافيك إضافية في أجزاء أخرى من العالم في إطار المشروع المشترك الأصلي.
في عام 2007، تم تعيين هوارد أوينز رئيس تنفيذيا للقناة . في عام 2010، أطلقت الشركة قناة Nat Geo Wild في الولايات المتحدة لمنافسة قناة قناة ديسكفري المنافسة. انخفضت التقييمات ككل وغادر لايل وأوينز في عام 2014. انتقلت كورتني مونرو من منصبها التسويقي الرئيسي لتتولى إدارة شركة NGC US.

### وحدة شركاء ناشيونال جيوغرافيك
في 9 سبتمبر 2015، أعلنت الجمعية أنها ستعيد تنظيم ممتلكاتها الإعلامية ومنشوراتها إلى شركة جديدة تُعرف باسم شركاء ناشيونال جيوغرافيك ، والتي ستكون مملوكة بنسبة 73٪ لشركة تونتي فرست سينتشوري فوكس. حيث ستمتلك مجلات ناشيونال جيوغرافيك ، بالإضافة إلى القنوات التلفزيونية التابعة لها - والتي كان معظمها مملوكًا بالفعل لفوكس. في أكتوبر 2016، أُعلن أن قناة ناشيونال جيوغرافيك، القناة الوثائقية الرائدة، ستحذف كلمة "قناة" من اسمها.

## العلامات التجارية

### حاضِر
- ناشيونال جيوغرافيك : القناة التليفزيونية الرئيسية للمجموعة التي تبث أفلامًا وثائقية حول مواضيع مختلفة، بالإضافة إلى البرامج الوثائقية الواقعية .
- Nat Geo Wild : هي قناة شقيقة لقناة National Geographic التلفزيونية الرائدة التي تركز على برامج الحياة البرية والتاريخ الطبيعي المتعلقة بالحيوانات.

### سابق
- مغامرة ناشيونال جيوغرافيك : تم إطلاقها باسم Adventure One (اختصار A1)، وكانت تستهدف الجماهير الأصغر سنًا، حيث توفر برامج تعتمد على المغامرات الخارجية والسفر والقصص التي تتضمن أشخاصًا يستكشفون العالم.
- Nat Geo Music : قناة تركز على الموسيقى العرقية .
- Nat Geo Kids : قناة تهتم بالأطفال .
- نات جيو كيدز أبو ظبي : قناة تهتم بالأطفال .
- Nat Geo People : تستهدف برامج القناة الجمهور النسائي، وتركز على الأشخاص والثقافات. متوفر حاليا في بولندا ورومانيا.

## القنوات حسب المنطقة
تبث قنوات ناشيونال جيوغرافيك كفرع من أعمال هذه الوحدة. توفر الجمعية معظم البرامج على القنوات، بينما تتولى الوحدات المرتبطة التابعة لشركة ديزني ( تلفزيون والت ديزني في الولايات المتحدة ومجموعة فوكس نتويركس خارج الولايات المتحدة) التوزيع و الإعلانات للقنوات. في معظم الحالات على المستوى الدولي، تقوم القنوات بالترويج المتبادل لبعضهما البعض. في بعض المناطق، يتم تشغيل إصدارات قنوات ناشيونال جيوغرافيك مباشرة بواسطة ديزني.

### الأمريكتين

#### الأنجلو-أمريكية
الولايات المتحدة
- ناشيونال جيوغرافيك
- ناشيونال جيوغرافيك وايلد
- نات جيو موندو (برمجة اللغة الإسبانية)

كندا
يتم تشغيل القنوات التالية في كندا بواسطة كورس إنترنيمنت بموجب ترخيص.
- ناشيونال جيوغرافيك
- ناشيونال جيوغرافيك وايلد

#### أمريكا اللاتينية
الدول الناطقة بالإسبانية
- ناشيونال جيوغرافيك (مع إصدارات شبه إقليمية للمكسيك وكولومبيا وأمريكا الوسطى [والتي تغطي أيضًا جزر الكاريبي] والمحيط الهادئ [شيلي وبيرو والإكوادور وبوليفيا] والأطلسي [الأرجنتين وباراجواي وأوروغواي])

### آسيا
تقوم NGC Network Asia, LLC بتشغيل جميع القنوات في جميع أنحاء آسيا باستثناء الهند واليابان.
تشرف ناشيونال جيوغرافيك الأسيوية أيضًا على قنوات ناشيونال جيوغرافيك في الشرق الأوسط وشمال إفريقيا (باستثناء إسرائيل).
الشرق الأوسط وشمال أفريقيا
- ناشيونال جيوغرافيك الشرق الأوسط وشمال أفريقيا (باللغة الإنجليزية)
- ناشيونال جيوغرافيك أبوظبي (باللغة العربية)
- البرية الجغرافية نات
- ناشيونال جيوغرافيك الهند (باللغات الإنجليزية والهندية والتاميلية والتيلجو)
- البرية الجغرافية نات

اليابان
يتم تشغيل القنوات التالية في اليابان بواسطة شركة والت ديزني اليابان .
- ناشيونال جيوغرافيك اليابان (باللغة اليابانية)

### أوروبا
وتشرف في أوروبا أيضًا على القنوات في إسرائيل وأستراليا ونيوزيلندا. كما أنها مسؤولة عن القنوات في أفريقيا جنوب الصحراء الكبرى.
البلقان
- ناشيونال جيوغرافيك
- ناشيونال جيوغرافيك وايلد

جمهورية التشيك وسلوفاكيا
- ناشيونال جيوغرافيك
- ناشيونال جيوغرافيك وايلد

فرنسا
- ناشيونال جيوغرافيك
- ناشيونال جيوغرافيك وايلد

أوكرانيا
- ناشيونال جيوغرافيك
- ناشيونال جيوغرافيك وايلد

اليونان
- ناشيونال جيوغرافيك
- ناشيونال جيوغرافيك وايلد

هولندا وبلجيكا
- ناشيونال جيوغرافيك
- ناشيونال جيوغرافيك وايلد

بولندا
- ناشيونال جيوغرافيك
- ناشيونال جيوغرافيك وايلد
- نات جيو بيبول

البرتغال
- ناشيونال جيوغرافيك
- ناشيونال جيوغرافيك وايلد

رومانيا
- ناشيونال جيوغرافيك
- ناشيونال جيوغرافيك وايلد
- نات جيو بيبول

دول الشمال والدول الاسكندنافية
- ناشيونال جيوغرافيك
- ناشيونال جيوغرافيك وايلد

المملكة المتحدة وأيرلندا
- ناشيونال جيوغرافيك
- ناشيونال جيوغرافيك وايلد

إسبانيا
- ناشيونال جيوغرافيك
- ناشيونال جيوغرافيك وايلد

أفريقيا جنوب الصحراء الكبرى
- ناشيونال جيوغرافيك
- ناشيونال جيوغرافيك وايلد
- نات جيو جولد

إسرائيل
- ناشيونال جيوغرافيك
- ناشيونال جيوغرافيك وايلد

ألمانيا
- ناشيونال جيوغرافيك
- ناشيونال جيوغرافيك وايلد

## السابقة
الهند
- ناشيونال جيوغرافيك التاميل
- ناشيونال جيوغرافيك التيلجو
- شعب نات جيو
- نات جيو ميوزيك
- ناشيونال جيوغرافيك
- ناشيونال جيوغرافيك وايلد
- نات جيو بيبول
- نات جيو ميوزيك

اليابان
- نات جيو وايلد (باللغة اليابانية)
- موسيقى نات جيو
- نات جيو وايلد
- موسيقى نات جيو
- نات جيو آند يو
- نات جيو كيدز

الشرق الأوسط وشمال أفريقيا
- نات جيو كيدز أبو ظبي

روسيا وبيلاروسيا
- ناشيونال جيوغرافيك
- البرية الجغرافية نات
- شعب نات جيو
- موسيقى نات جيو

أستراليا ونيوزيلندا
- ناشيونال جيوغرافيك
- البرية الجغرافية نات
- شعب نات جيو
- موسيقى نات جيو

جنوب شرق آسيا وهونج كونج وكوريا الجنوبية
- ناشيونال جيوغرافيك
- البرية الجغرافية نات
- شعب نات جيو
- موسيقى نات جيو

تايوان
- ناشيونال جيوغرافيك تايوان (بالصينية)
- ناشيونال جيوغرافيك آسيا (باللغة الإنجليزية)
- البرية الجغرافية نات
- شعب نات جيو
- موسيقى نات جيو